# Ministerium für Wirtschaft, Verkehr, Landwirtschaft und Weinbau Rheinland-Pfalz

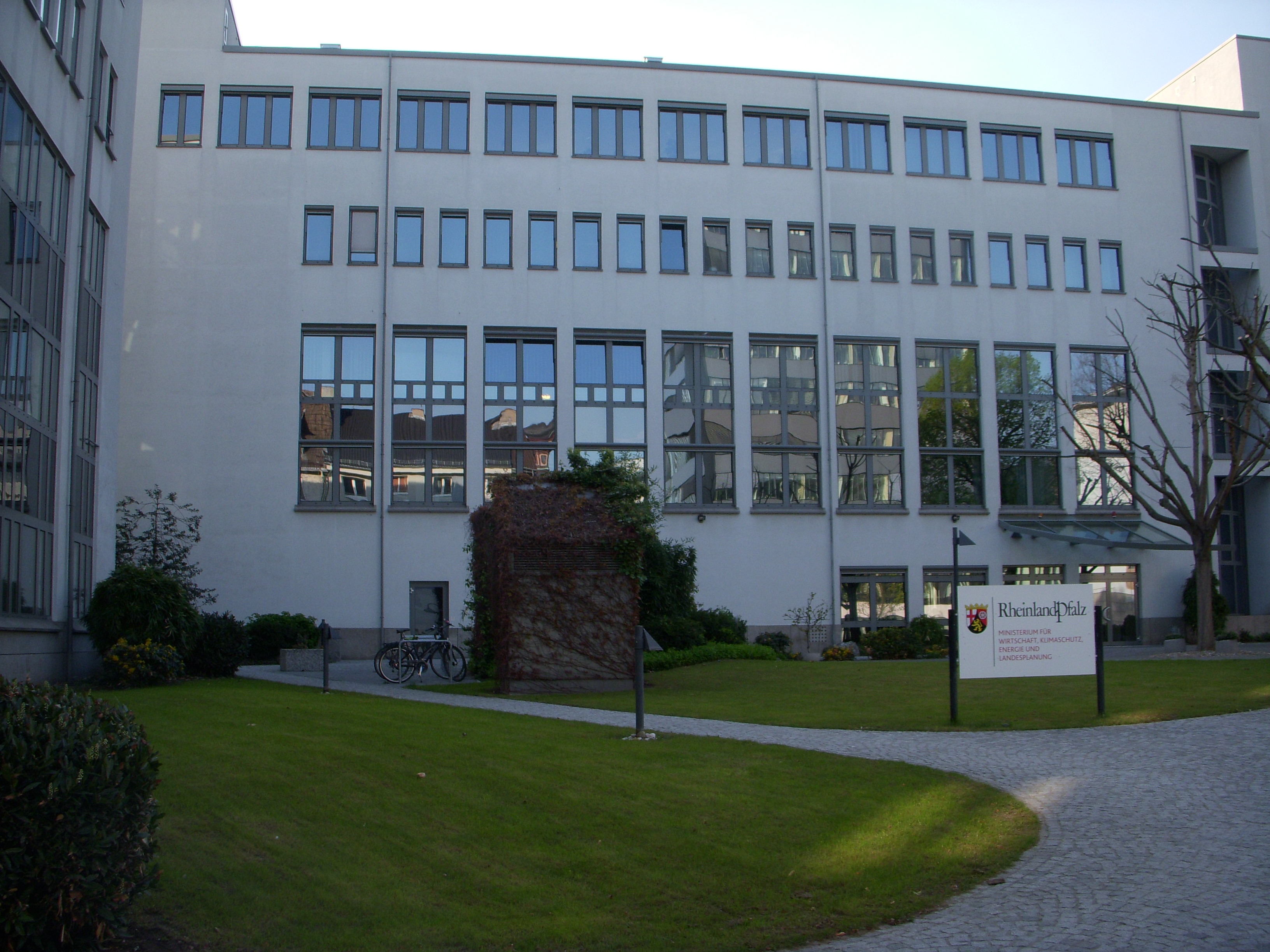
Wirtschaftsministerium in der Stiftsstraße in Mainz

Das Ministerium für Wirtschaft, Verkehr, Landwirtschaft und Weinbau Rheinland-Pfalz (kurz: MWVLW) ist eine oberste Landesbehörde und neben der Staatskanzlei eines der neun Ministerien der Landesregierung von Rheinland-Pfalz. Es hat seinen Sitz in der Landeshauptstadt Mainz.

## Minister

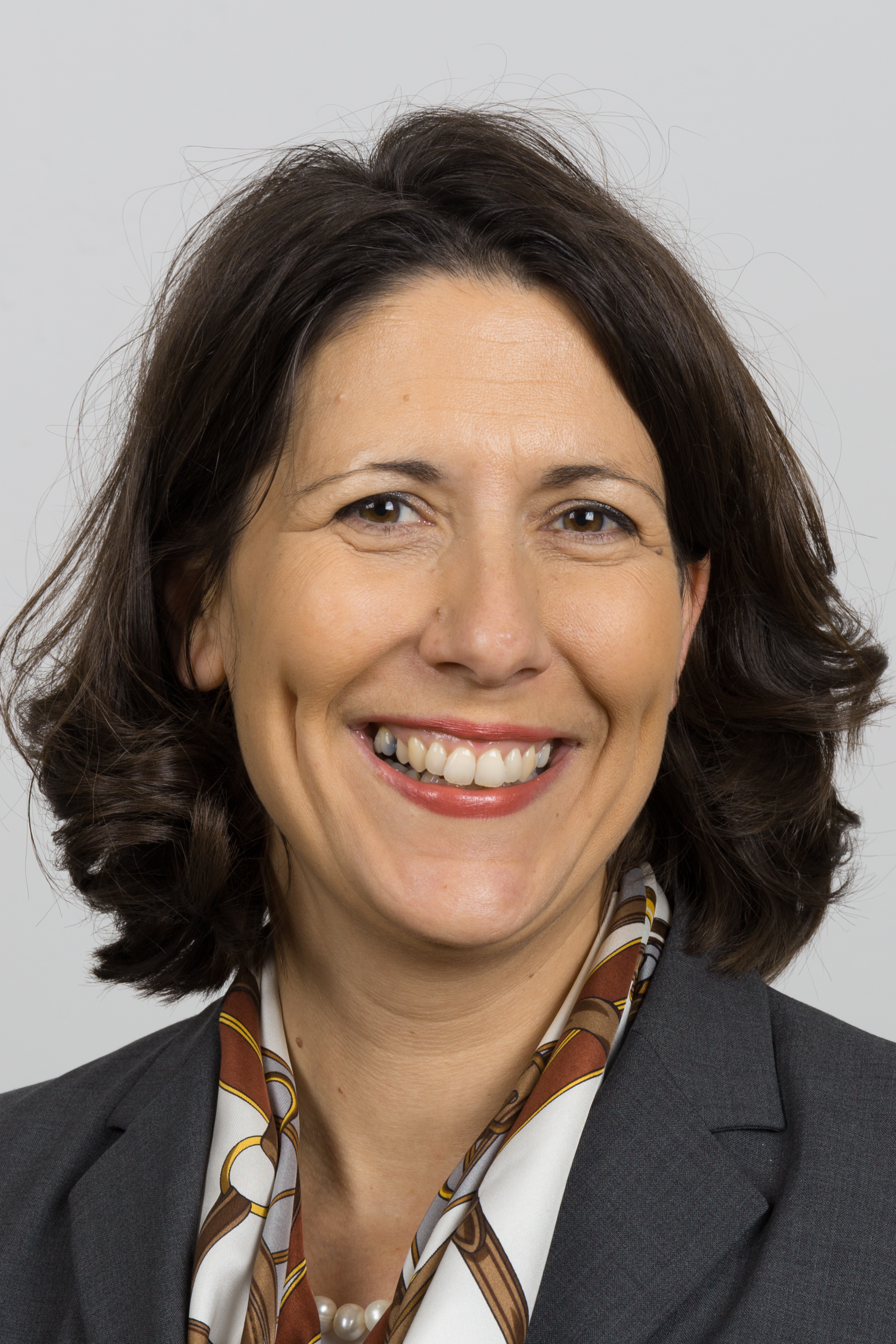
Ministerin Daniela Schmitt

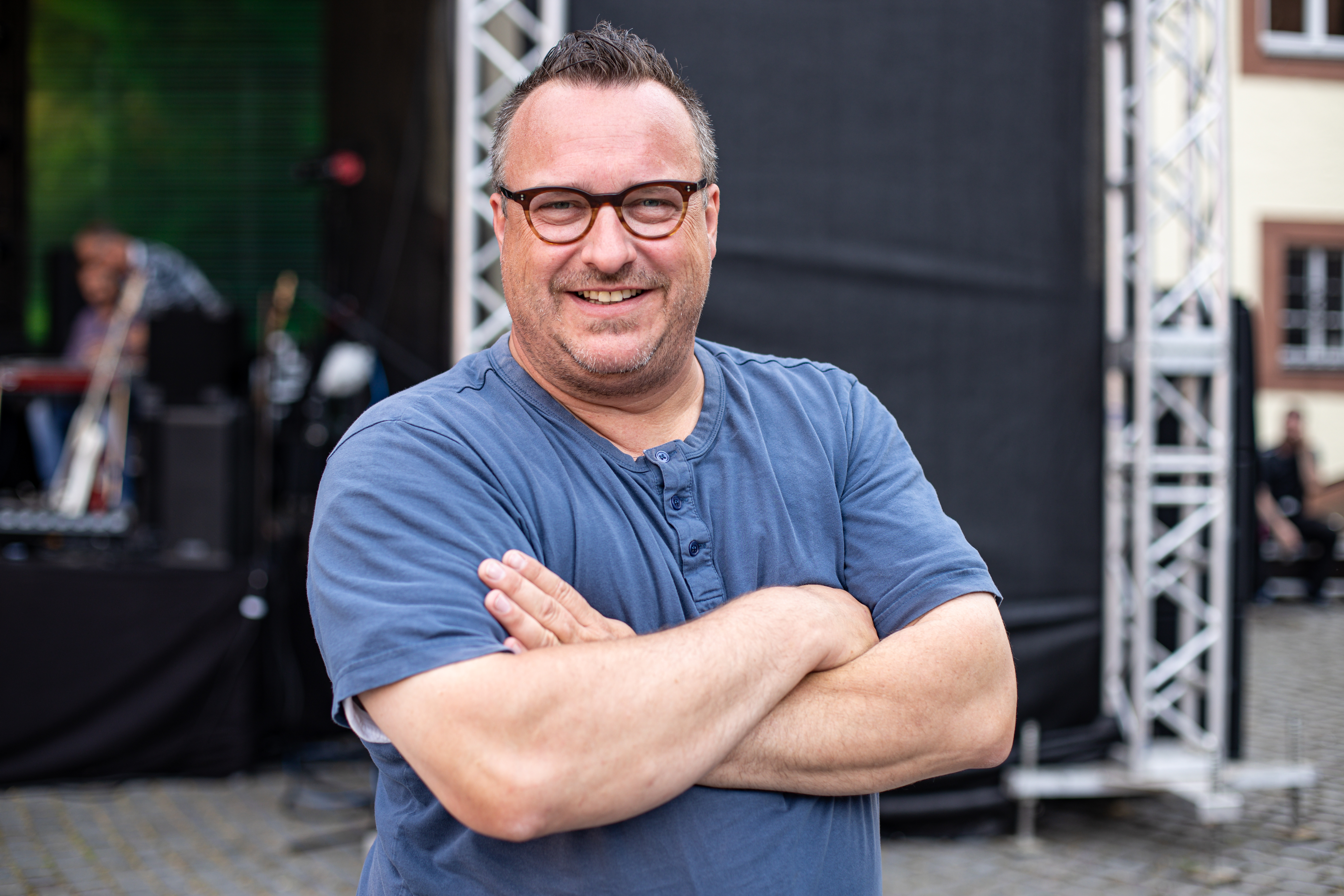
Staatssekretär Andy Becht

Die Minister werden meist als Wirtschaftsminister, teilweise als Superminister bezeichnet, da die Aufgaben des Ministeriums sehr vielfältig sind. Zwischen 1994 und 2011 waren diese Minister die einzigen in Deutschland gewesen, die offiziell den Titel Wein(bau)minister tragen durften, da Rheinland-Pfalz als größtes weinanbauendes Land in Deutschland dem Wein einen besonderen Stellenwert gibt. Die Aufnahme des Wortes Weinbau in den Titel eines Ministeriums geschah erstmals am 14. Dezember 1949: Ministerium für Landwirtschaft, Weinbau und Forsten. Seit Antritt der rot-grünen Landesregierung 2011 bis 2016 hieß es Ministerium für Wirtschaft, Klimaschutz, Energie und Landesplanung. Seit der Landtagswahl in Rheinland-Pfalz 2016 trägt die Behörde die Bezeichnung Ministerium für Wirtschaft, Verkehr, Landwirtschaft und Weinbau.

## Staatssekretäre
- Andy Becht (seit 18. Mai 2016)
- Petra Dick-Walther (seit 18. Mai 2021)

Frühere Staatssekretäre:
- Daniela Schmitt (2016–2021)
- Uwe Hüser (2012–2016)
- Ernst-Christoph Stolper (2011–2012)
- Alexander Schweitzer (2009–2011)
- Siegfried Englert (2006–2011)
- Carsten Kühl (2006–2009)
- Günter Eymael (1991–2006)
- Ernst Eggers (1987–2001)

## Organisationsstruktur
Die Organisationsstruktur des Wirtschaftsministeriums umfasst sieben Abteilungen und zahlreiche untergeordnete Referate.

### Abteilung 1 – Zentralabteilung
- Referat 8101: Parlaments- und Kabinettsangelegenheiten, Koordinierung der Schwerpunkte des Ministeriums
- Referat 8102: Bundesrat, Bundestag
- Referat 8103: IuK-Technik, DV-Vorhaben, Innerer Dienst
- Referat 8104: Personal, Organisation
- Referat 8105: Haushalt, Finanzplanung, Rechnungshof
- Referat 8106: Verwaltungsmodernisierung, Informationssicherheit, Zentrale Vergabestelle, Koordinierung der Zuständigen Behörde (EU)
- Referat 8107: Justitiariat
- Projekte
- EU-Prüfbehörde

### Abteilung 2 – Wirtschaftsordnung, Öffentliches Wirtschaftsrecht
- Referat 8201: Sparkassen, Banken, Versicherungen, Wirtschaftsprüferangelegenheiten
- Referat 8202: Energieaufsicht, Recht der Energieregulierung
- Referat 8203: Wirtschaftsfragen der Energie- und Umweltpolitik, der Rohstoffwirtschaft und der Landesplanung, Geologie und Bergbau, Mess- und Eichwesen
- Referat 8204: Landeskartellbehörde, Wettbewerb
- Referat 8205: Gewerberecht, Handwerksrecht, Kammeraufsicht
- Referat 8206: Öffentliches Auftragswesen, Preisrecht, Vergabeprüfstelle
- Regulierungskammer Rheinland-Pfalz
- Vergabekammern Rheinland-Pfalz

### Abteilung 3 – Wirtschaftspolitik, Wirtschaftsförderung
- Referat 8301: Wirtschaftspolitik, Europapolitik
- Referat 8302: Unternehmensfinanzierung
- Referat 8303: Beihilferecht
- Referat 8304: Europäische Strukturpolitik (EFRE)
- Referat 8305: Europäische Strukturpolitik (INTERREG A)
- Referat 8306: Regionale Strukturpolitik, Konversion
- Referat 8307: Tourismuspolitik, Tourismusmarketing
- Referat 8308: Tourismuswirtschaft und Investitionsförderung Tourismus
- Referat 8309: Standortmarketing
- Referat 8310: Außenwirtschaft

### Abteilung 4 – Mittelstand, Industrie, Innovation
- Referat 8401: Grundsatzfragen der Innovationspolitik, Innovationsförderung, Technologieinfrastruktur, Digitalisierung der Wirtschaft
- Referat 8402: Existenzgründungen, Startup Office, Kreativwirtschaft, Technologietransfer
- Referat 8403: Fachkräfte
- Referat 8404: Handwerk, Förderung der beruflichen Bildung und der Fachkräftequalifizierung
- Referat 8405: Mittelstand, Dienstleistungen, Handel und Freie Berufe
- Referat 8406: Industrie
- Referat 8407: Gesundheitswirtschaft und Biotechnologie/Life Sciences

### Abteilung 5 – Landwirtschaft und Weinbau
- Referat 8501: Grundsatzfragen der Agrarpolitik, Agrarmärkte, Weinmarkt
- Referat 8502: Weinwirtschaftspolitik, Oenologie, Weinrecht
- Referat 8503: Erzeugung pflanzlicher Produkte, Landesgartenschauen, Klimawandel in der Landwirtschaft
- Referat 8504: Weinüberwachung
- Referat 8505: Erzeugung tierischer Produkte
- Referat 8506: Dienstleistungszentren Ländlicher Raum, Berufsbildung, Bodenordnung
- Referat 8507: Wein- und Agrarmarketing, Agrarforschung, Staatsweingüter

- Referat 8508: Recht der Agrarverwaltung
- Referat 8509: Direktzahlungen, Agrarumwelt- und Klimamaßnahmen, InVeKoS, Konditionalität
- Referat 8510: Förderung einzelbetrieblicher Investitionen und ländlicher Entwicklungsmaßnahmen (einschl. LEADER und EIP)
- Referat 8511: Europäische Strukturpolitik für den ländlichen Raum, Koordinierungsreferat der Verwaltungsbehörde zum GAP-Strategieplan
- Referat 8512: Technik und IT-Koordinierung der EGFL-/ELER-Zahlstelle
- Interner Revisionsdienst
- Leitung EGFL-/ELER-Zahlstelle

### Abteilung 7 – Verkehr und Straßen
- Referat 8701: Verkehrspolitik, Straßenbaurecht
- Referat 8702: Technologie, Innovation, Nachhaltigkeit und Digitalisierung im Verkehr
- Referat 8703: Straßenverkehrsrecht und Verkehrssicherheit, Gefahrgut
- Referat 8704: Güterverkehr, Binnenschifffahrt, ziviler Luftverkehr, Eisenbahn
- Referat 8705: Grundsatzfragen Straßenplanung, Lärm- und Umweltfragen im Verkehr
- Referat 8706: Grundsatzfragen Straßenbau und Finanzierung
- Referat 8707: Radverkehr und Nahmobilität, kommunaler Straßenbau

## Sitz und Gebäude

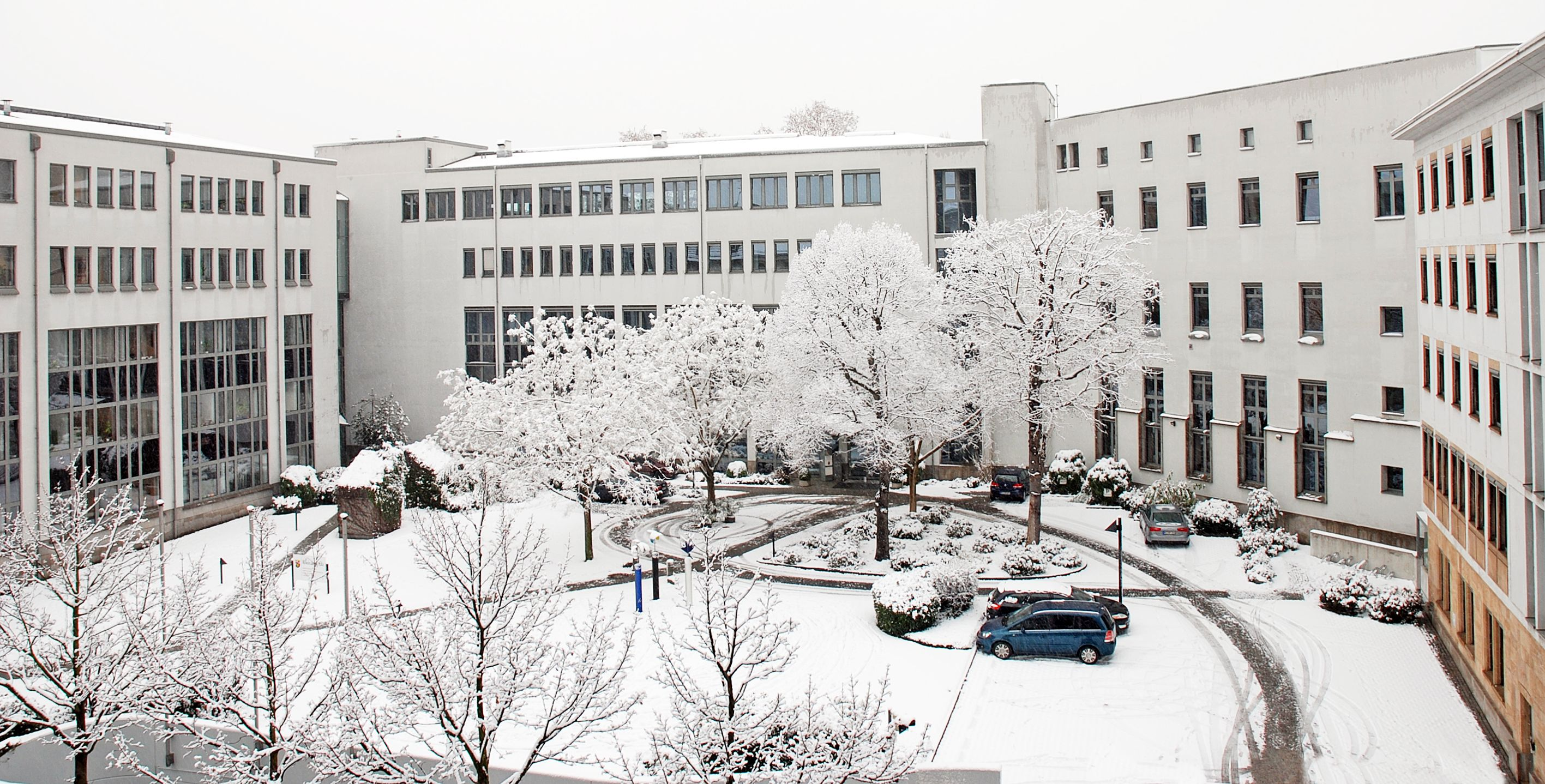
Wirtschaftsministerium

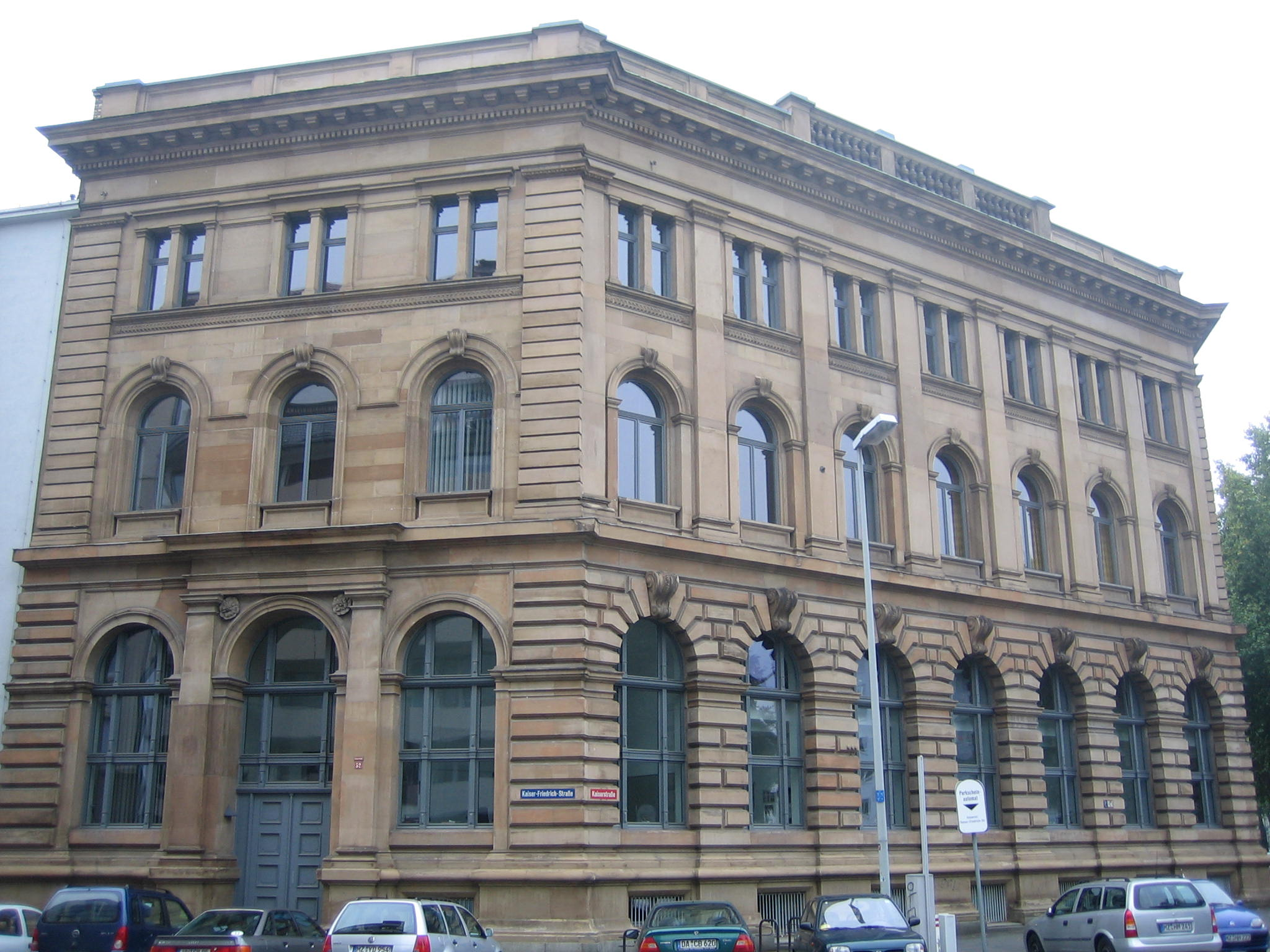
Weinbauministerium Ecke Kaiserstraße/Kaiser-Friedrich-Straße

Der Sitz des Ministeriums befindet sich in der Stiftsstraße in Mainz, in der Nähe von Kaiserstraße (B 40) und Christuskirche.
Das Ministeriumsgebäude besteht aus insgesamt vier Bauteilen, die untereinander in U-Form verbunden sind. Das älteste Gebäude davon wurde 1892–1893 für die Reichsbank-Stelle Mainz nach Entwurf des Berliner Architekten Max Hasak unter Leitung des Berliner Ingenieurbüros Havestadt & Contag errichtet. Die Hauptfassade aus Sandstein ist auf die platzartige Erweiterung der Kaiserstraße zur Christuskirche hin ausgerichtet. Ein kräftiger Fugenschnitt betont das überhöhte Erdgeschoss. Pilaster in Kolossalordnung verbinden die beiden Obergeschosse. Die bekrönende Balustrade wurde ursprünglich durch einen Fahnenmast überhöht. Die repräsentative architektonische Gestaltung nimmt den Stil italienischer Renaissance-Paläste auf und spielt damit auf die traditionsreichen Bank- und Handelshäuser Oberitaliens an. Das heute von der Landesregierung Rheinland-Pfalz genutzte Haus veranschaulicht, wie anspruchsvoll die Bebauung am östlichen Ende des einstigen Prachtboulevards der Gründerzeit geplant war.
Daneben gibt es noch ein weiteres Gebäude aus den 1950er-Jahren sowie zwei jüngere Neubauten.

## Nachgeordnete Behörden
Unmittelbar nachgeordnete Behörden sind:
- Landesamt für Mess- und Eichwesen
- Landesamt für Geologie und Bergbau
- Landesbetrieb Mobilität (LBM)
- Betrieb landeseigener Anlagen an Wasserstraßen

## Innovationspreis Rheinland-Pfalz
Das Wirtschaftsministerium vergibt seit 1988 den Innovationspreis Rheinland-Pfalz.